# Stefan Waples
Stefan Waples (Winnipeg, 4 mei 1987) is een Canadese langebaanschaatser. Zijn beste afstand is de 1500m. Op deze afstand nam hij in 2016 deel aan het WK Afstanden in het Russische Kolomna.

## Records

### Persoonlijke records
| Afstand      | Tijd     | Datum            | Baan           |
| ------------ | -------- | ---------------- | -------------- |
| 500 meter    | 36,91    | 4 januari 2015   | Calgary        |
| 1000 meter   | 1.11,64  | 21 november 2014 | Calgary        |
| 1500 meter   | 1.46,48  | 23 oktober 2014  | Calgary        |
| 3000 meter   | 3.44,86  | 2 november 2013  | Calgary        |
| 5000 meter   | 6.24,61  | 13 november 2015 | Calgary        |
| 10.000 meter | 13.21,48 | 21 november 2015 | Salt Lake City |

## Resultaten
| Jaar | WK Allround             | WK Afstanden             | Wereldbeker                         |
| ---- | ----------------------- | ------------------------ | ----------------------------------- |
| 2012 | NC21 (19e, 22e, 21e, -) |                          | 0p 1500m 41e 5k/10k                 |
| 2013 |                         |                          | 0p 1500m 0p 5k/10k                  |
| 2014 |                         |                          |                                     |
| 2015 |                         |                          | 45e 1500m 46e 5k/10k 38e massastart |
| 2016 |                         | 18e 1500m 23e massastart | 39e 5k/10k 46e massastart           |